# Тіаго Весіно
Тіаго Весіно Барріель (ісп. Thiago Vecino Berriel, нар. 25 лютого 1999, Монтевідео, Уругвай) — уругвайський футболіст, нападник аргентинського клубу «Велес Сарсфілд».
На правах оренди грає в російському «Парі Нижній Новгород».

## Ігрова кар'єра

### Клубна
Тіаго Весіно є випускником клубної академії столичного «Насьйоналя». З молодіжної команду клубу Весіно став переможцем Кубку Лібертадорес (U-20).
На професійному рівні футболіст дебютував 17 серпня 2019 року у матчі чемпіонату країни і в своєму першому матчі відзначився забитим голом.
На початку 2022 року нападник як вільний агент перейшов до іншого клубу з Монтевідео — до «Ліверпуля», разом з яким у 2023 році виграв національний чемпіонат, а в матчі за Суперкубок країни в січні 2024 року став автором переможного голу.
Після цього Весіно перебрався до аргентинського «Велес Сарсфілд». Але відіграв у команді лише вісім матчів і влітку того року відбув в оренду до чилійського «Уачипато». До завершення сезону Весіно відіграв в Чилі,а коли аренда з «Уачипато» закінчилася, в лютому 2025 року нападник перебрався до Росії, де також на правах оренди приєднався до клубу Прем'єр-ліги «Нижній Новгород».

### Збірна
Тіаго Весіно провів 11 матчів в складі молодіжної збірної Уругваю.

## Титули
Насьйональ
 Чемпіон Уругваю (2): 2019, 2020
Ліверпуль (Монтевідео)
 Чемпіон Уругваю: 2023
 Суперкубка Уругваю: 2024
Насьйональ (U-20)
 Переможець молодіжного Копа Лібертадорес: 2018
Індивідуальні
- Гравець року Чемпіонату Уругваю: 2022[10]